# 村櫛町
村櫛町（むらくしちょう）は、静岡県浜松市中央区の大字である。丁番を持たない単独町名である。住居表示未実施。本項では1889年（明治22年）の町村制施行時に同区域に存在した村櫛村（むらくしむら）についても記す。

## 名称
明応7年（1498年）に起きた明応地震に伴う津波により、村全体が引っ越したことから村櫛という地名が付いた。

## 地理
浜松市中央区最西端に位置し、舘山寺温泉（舘山寺町）と弁天島温泉（舞阪町弁天島）に挟まれた庄内地区の南端にあたる。庄内半島の先端にあり、西で浜名湖、東で庄内湖に面する。北で庄内町、庄和町と隣接する。静岡県道323号舘山寺弁天島線の浜名湖大橋で国道1号と結ばれている。

### 湖沼
- 浜名湖
- 庄内湖

## 歴史
- 「旧高旧領取調帳」[6]の記載によると、明治初年時点で堀江藩領であった。
- 1871年（明治4年）
  - 7月14日 - 廃藩置県により堀江県の管轄となる。
  - 11月15日 - 第1次府県統合により全域が浜松県の管轄となる。
- 1876年（明治9年）8月21日 - 第2次府県統合により静岡県の管轄となる。
- 1889年（明治22年）4月1日 - 町村制施行に伴い、近世からの村櫛村が単独で自治体を形成し、敷知郡村櫛村が発足。
- 1896年（明治29年）4月1日 - 郡制の施行により所属郡が浜名郡に変更。
- 1955年（昭和30年）4月1日 - 北庄内村・南庄内村と合併して庄内村が発足。大字村櫛となる。同日村櫛村廃止。
- 1965年（昭和40年）7月1日 - 庄内村が浜松市に編入。同市村櫛町となる。
- 2007年（平成19年）4月1日 - 浜松市が政令指定都市に移行し、村櫛町は西区の所属となる。
- 2024年（令和6年）1月1日 - 浜松市の行政区再編に伴い、村櫛町は中央区の所属となる。

## 世帯数と人口
2018年（平成30年）12月1日現在の世帯数と人口は以下の通りである。
| 町丁   | 世帯数    | 人口    |
| ------ | --------- | ------- |
| 村櫛町 | 1,080世帯 | 2,796人 |

## 小・中学校の学区
市立小・中学校に通う場合、学区は以下の通りとなる。
| 番・番地等 | 小学校             | 中学校             |
| ---------- | ------------------ | ------------------ |
| 全域       | 浜松市立村櫛小学校 | 浜松市立庄内中学校 |

## 交通

### バス
- 遠鉄バス
  - 30舘山寺線（浜松駅 方面 - ）村櫛小学校入口 - 村櫛中 - 村櫛 - 村櫛南 - 村櫛海岸 - 浜名湖ガーデンパーク
    - 浜名湖ガーデンパーク行は村櫛より先の区間は降車専用となる。

### 道路
- 静岡県道319号村櫛三方原線
- 静岡県道323号舘山寺弁天島線（村櫛舘山寺道路）

## 施設
- 浜名湖ガーデンパーク
- 浜名湖県立自然公園
- 村櫛海水浴場
- 浜松市立村櫛小学校
- 浜松市立村櫛幼稚園
- 浜松村櫛郵便局
- 随縁寺
- 共正寺

## その他

### 日本郵便
- 郵便番号 : 431-1207[3]（集配局：伊左地郵便局[8]）。

### 警察
町内の警察の管轄区域は以下の通りである。
| 番・番地等 | 警察署       | 交番・駐在所 |
| ---------- | ------------ | ------------ |
| 全域       | 浜松西警察署 | 村櫛町駐在所 |